# Tagalis
Tagalis is een geslacht van wantsen uit de familie van de Reduviidae (Roofwantsen). Het geslacht werd voor het eerst wetenschappelijk beschreven door Carl Stål in 1860.

## Soorten
Het genus bevat de volgende soorten:

- Tagalis albispina Castro-Huertas & Forero, 2014
- Tagalis baenai Gil-Santana, 2011
- Tagalis dichroa Castro-Huertas & Forero, 2014
- Tagalis drakkar Varela & Melo, 2017
- Tagalis evavilmae Gil-Santana, Gouveia & Zeraik, 2010
- Tagalis femorata Melo, 2008
- Tagalis graziae Castro-Huertas & Forero, 2021
- Tagalis grossii Gil-Santana, 2011
- Tagalis inornata Stål, 1860
- Tagalis marquesi Gil-Santana, 2011
- Tagalis seminigra Champion, 1898